# 구미 (사탕)

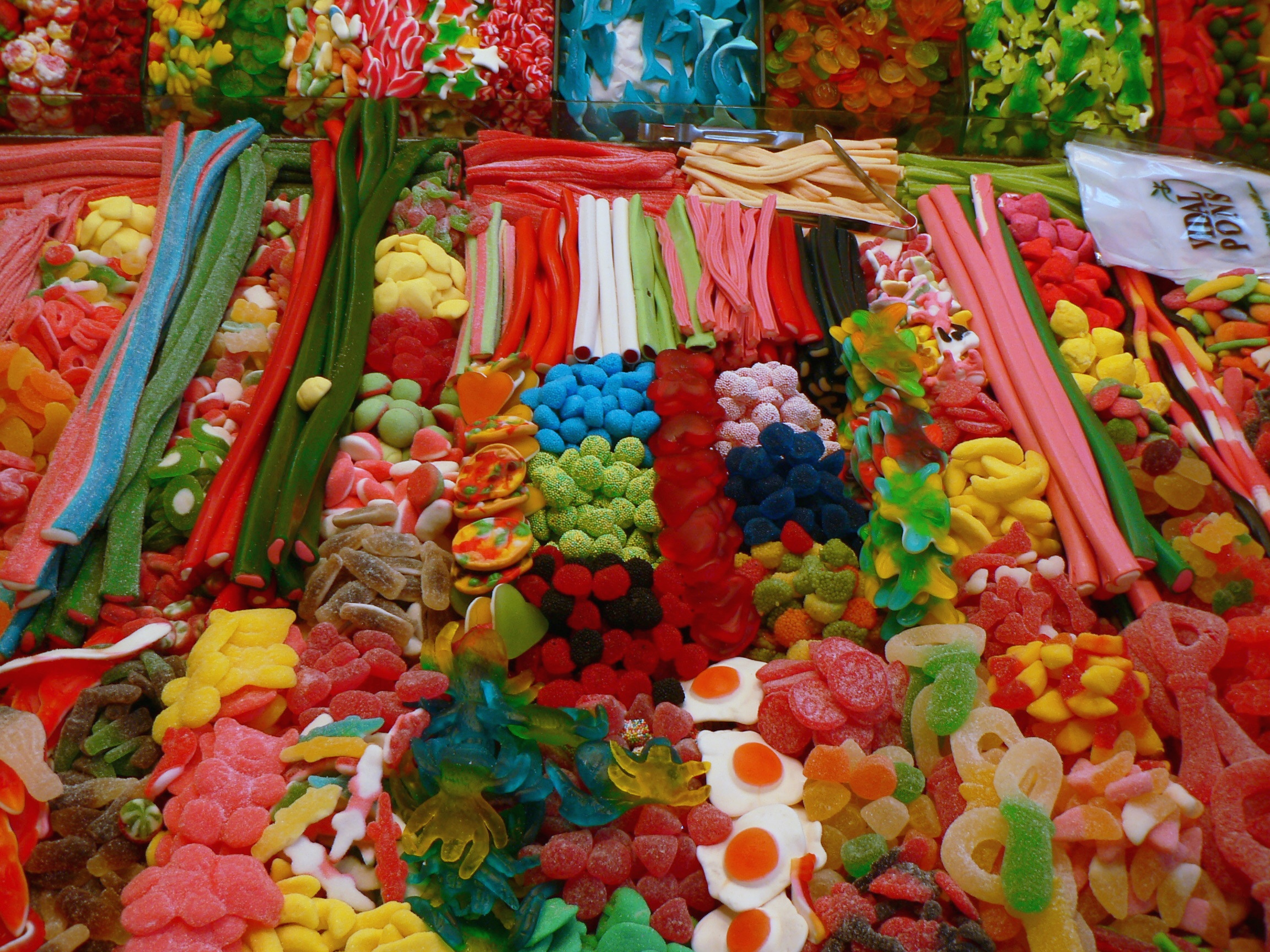

구미(영어: gummy, 독일어: gummi)란 젤라틴을 베이스로 만든 쫄깃한 사탕들을 통칭하는 말이다. 구미베어, 사워패치키즈, 젤리베이비스가 대중적으로 유명하며 스위트 산업에서 잘 알려져 있다. 구미는 다양한 모양으로 판매되고 있으며 대부분이 곰, 아기, 벌레 등의 생물을 본떠 다채로운 색으로 제공되는 것이 일반적이다. 바세츠, 하리보, 베티 크로커, 허쉬, 디즈니, 켈로그 등의 다양한 브랜드들이 다양한 형태의 구미스낵을 만들며 어린이들을 대상으로 한다.

## 같이 보기
- 마르멜루 젤리
- 젤리빈